# Sarah Calati
Sarah Calati (nascida em 13 de outubro de 1986) é uma atleta paralímpica australiana na modalidade tênis em cadeira de rodas. Defendeu as cores da Austrália disputando os Jogos Paralímpicos do Rio de Janeiro, em 2016, onde perdeu para Zhu Zhenzhen (CHN) por 0-2, com parciais de 0-6, 1-6, na primeira rodada de simples feminino. 

## Detalhes
Sarah nasceu no ano de 1986. No acidente de moto em 2006 levou à amputação da sua perna direita. Em 2014, trabalhou quatro dias por semana para uma empresa de paisagismo, atuando como jardineira.